# AMPL
AMPL (A Mathematical Programming Language) ist eine mathematische Modellierungssprache, die von Robert Fourer, David Gay und Brian W. Kernighan an den Bell Laboratories entwickelt wurde. Sie erlaubt die Formulierung mathematischer Modelle in abstrakter, der algebraischen Notation naher Form.
Mit AMPL können viele Optimierungsprobleme formuliert werden.
Da AMPL diese Probleme nicht direkt löst, sondern in eine Form übersetzt, die ein Optimierungsalgorithmus versteht, benötigt AMPL passende Solver, um funktionieren zu können.
Genügend schwierige Probleme wie globale Optima, nichtlineare Mixed-Integer-Probleme usw. brauchen daher spezielle Solver.

## Beispiel
Es ist das folgende mathematische Modell gegeben:
Variablen:
- {\displaystyle x_{1}}: Anzahl von Produkt 1
- {\displaystyle x_{2}}: Anzahl von Produkt 2

Zielfunktion:
- Maximiere {\displaystyle z=400x_{1}+50x_{2}}

Nebenbedingungen:
- {\displaystyle 0\leq x_{1}\leq 70} (Bereich von {\displaystyle x_{1}})
- {\displaystyle 0\leq x_{2}\leq 500} (Bereich von {\displaystyle x_{2}})
- {\displaystyle 25x_{1}+10x_{2}\leq 5000} (Beschränkung für Ressource 1)
- {\displaystyle 100x_{1}+20x_{2}\leq 8000} (Beschränkung für Ressource 2)

Eine äquivalente Formulierung in AMPL könnte so aussehen:
```
 
# Variablen:

 
var
 
x1
 
integer
;

 
var
 
x2
 
integer
;

 
# Zielfunktion:

 
maximize
 
z:
 
400
*x1
 
+
 
50
*x2
;

 
# Nebenbedingungen:

 
subject
 
to
 
Bereich_x1:
 
0
 
<
=
 
x1
 
<
=
 
70
;

 
subject
 
to
 
Bereich_x2:
 
0
 
<
=
 
x2
 
<
=
 
500
;

 
subject
 
to
 
Ressource1:
 
25
*x1
 
+
 
10
*x2
 
<
=
 
5000
;

 
subject
 
to
 
Ressource2:
 
100
*x1
 
+
 
20
*x2
 
<
=
 
8000
;

 
# wenn man dieses Problem loesen will

 
# braucht man nur noch

 
solve
;

 
# der Maximierer wird mit

 
display
 
x1,
 
x2
;

 
# angezeigt

```